# Episodi di Le leggendarie imprese di Wyatt Earp (quarta stagione)
La quarta stagione della serie televisiva Le leggendarie imprese di Wyatt Earp è andata in onda negli Stati Uniti dal 16 settembre 1958 al 7 giugno 1959 sulla ABC.
| nº | Titolo originale                 | Prima TV USA      | Titolo italiano | Prima TV Italia |
| -- | -------------------------------- | ----------------- | --------------- | --------------- |
| 1  | The Hole Up                      | 16 settembre 1958 |                 |                 |
| 2  | The Peacemaker                   | 23 settembre 1958 |                 |                 |
| 3  | The Bounty Killer                | 30 settembre 1958 |                 |                 |
| 4  | Caught by a Whisker              | 7 ottobre 1958    |                 |                 |
| 5  | The Mysterious Cowhand           | 14 ottobre 1958   |                 |                 |
| 6  | The Gatling Gun                  | 21 ottobre 1958   |                 |                 |
| 7  | Cattle Thieves                   | 28 ottobre 1958   |                 |                 |
| 8  | Remittance Man                   | 4 novembre 1958   |                 |                 |
| 9  | King of the Frontier             | 11 novembre 1958  |                 |                 |
| 10 | Truth About Gunfighting          | 18 novembre 1958  |                 |                 |
| 11 | Frontier Woman                   | 25 novembre 1958  |                 |                 |
| 12 | Santa Fe War                     | 2 dicembre 1958   |                 |                 |
| 13 | Plague Carrier                   | 9 dicembre 1958   |                 |                 |
| 14 | Kill the Editor                  | 16 dicembre 1958  |                 |                 |
| 15 | Little Brother                   | 23 dicembre 1958  |                 |                 |
| 16 | The Reformation of Doc Holliday  | 30 dicembre 1958  |                 |                 |
| 17 | A Good Man                       | 6 gennaio 1959    |                 |                 |
| 18 | Death for a Stolen Horse         | 13 gennaio 1959   |                 |                 |
| 19 | Last Stand at Smoky Hill         | 20 gennaio 1959   |                 |                 |
| 20 | The Muleskinner                  | 27 gennaio 1959   |                 |                 |
| 21 | Earp Ain't Even Wearing Guns     | 3 febbraio 1959   |                 |                 |
| 22 | Bat Jumps the Reservation        | 10 febbraio 1959  |                 |                 |
| 23 | The Truth About Rawhide Geraghty | 17 febbraio 1959  |                 |                 |
| 24 | She Almost Married Wyatt         | 24 febbraio 1959  |                 |                 |
| 25 | Horse Race                       | 3 marzo 1959      |                 |                 |
| 26 | Juveniles - 1878                 | 10 marzo 1959     |                 |                 |
| 27 | One Murder - Fifty Suspects      | 17 marzo 1959     |                 |                 |
| 28 | How to Be a Sheriff              | 24 marzo 1959     |                 |                 |
| 29 | The Judas Goat                   | 31 marzo 1959     |                 |                 |
| 30 | Doc Fabrique's Greatest Case     | 7 aprile 1959     |                 |                 |
| 31 | The Actress                      | 14 aprile 1959    |                 |                 |
| 32 | Love and Shotgun Gibbs           | 21 aprile 1959    |                 |                 |
| 33 | Dodge Is Civilized               | 28 aprile 1959    |                 |                 |
| 34 | Little Gray Home in the West     | 5 maggio 1959     |                 |                 |
| 35 | The Cyclone                      | 12 maggio 1959    |                 |                 |
| 36 | Kelley Was Irish                 | 19 maggio 1959    |                 |                 |
| 37 | Arizona Comes to Dodge           | 26 maggio 1959    |                 |                 |
| 38 | The Wayfarer                     | 7 giugno 1959     |                 |                 |

## The Hole Up
- Prima televisiva: 16 settembre 1958

### Trama
- Guest star: William Henry, Walter Maslow (Blackie Saunders)

## The Peacemaker
- Prima televisiva: 23 settembre 1958

### Trama
- Guest star: Bill Baucom (banchiere), Bill Catching (Hoodlum), Walter Maslow (Blackie Saunders), Donald Murphy (John Ringgold)

## The Bounty Killer
- Prima televisiva: 30 settembre 1958

### Trama
- Guest star: Trevor Bardette (Ash), Jean Harvey (Emma Rash), Roy Barcroft (Moyer), Steve Pendleton (colonnello Benteen), Hal Baylor (McCullum), Jimmy Noel (Moyer Cowhand), Chet Brandenburg (Moyer Cowhand), Ashley Cowan (Bill Hicks), Kenne Duncan (Kendall), Ethan Laidlaw (Rider), Buddy Roosevelt (Rider)

## Caught by a Whisker
- Prima televisiva: 7 ottobre 1958

### Trama
- Guest star: Morgan Woodward (Shotgun Gibbs), Paul Dubov (Matt Dunbar), Chris Drake (Clint Dunbar), Lester Dorr (impiegato), Hal H. Thompson (banchiere), Sam Flint (Stableman), Jack Tornek (cittadino)

## The Mysterious Cowhand
- Prima televisiva: 14 ottobre 1958

### Trama
- Guest star: Morgan Woodward (Shotgun Gibbs), Don C. Harvey (Jumbo), Robert Anderson (Tim Corkle), Frank J. Scannell (Cookie), John Goddard, Burt Nelson (Red), Tom London (Nate Strathearn), Jimmy Noel (Freighter)

## The Gatling Gun
- Prima televisiva: 21 ottobre 1958

### Trama
- Guest star: Richard Garland (Chief Joseph), Charles Fredericks (colonnello Dunphy), Rico Alaniz (Mr. Cousin), James Seay (maggiore Hanle), William Pullen (capitano Stewart), Jack Parker (soldato), Chet Brandenburg (frequentatore bar), Buddy Roosevelt (soldato)

## Cattle Thieves
- Prima televisiva: 28 ottobre 1958

### Trama
- Guest star: Morgan Woodward (Shotgun Gibbs), Dorothy Green (Mrs. Morrison), John Hubbard (Mel Doniher), Tom Palmer (Rep Cantwell), Ralph Sanford (sindaco Kelly), Damian O'Flynn (giudice Tobin), Bill Catching (Cowhand), Rex Lease (Rance), Wayne Mallory (1st Cowhand), Kermit Maynard (Cowhand), Troy Melton (Cowhand), Jack Parker (Cowhand), 'Snub' Pollard (impiegato dell'hotel), Buddy Roosevelt (Cowhand), Jack Tornek (Cowhand)

## Remittance Man
- Prima televisiva: 4 novembre 1958

### Trama
- Guest star: Rachel Ames (Doris Burns), Michael Emmet (Jonathan Milton), Douglas Evans (George Cantwell), Jonathan Hole (Cookie), Brick Sullivan (Deputy), Howard Wendell (Henry Dart)

## King of the Frontier
- Prima televisiva: 11 novembre 1958

### Trama
- Guest star: Lloyd Corrigan (Ned Buntline), Harry Fleer (Gormley), Grant Withers (Miles Breck)

## Truth About Gunfighting
- Prima televisiva: 18 novembre 1958

### Trama
- Guest star: Jim Bannon (Lanigan), Carolyn Craig (Janey Travis), Terry Frost, Brett King (Conroy), Ralph Reed (Mitch Hallam), Larry Thor (Mr. Travis)

## Frontier Woman
- Prima televisiva: 25 novembre 1958

### Trama
- Guest star: Don Dillaway, Ed Hinton (Snakey), Jean Howell (Martha Hildreth), Tom Monroe, Carleton Young

## Santa Fe War
- Prima televisiva: 2 dicembre 1958

### Trama
- Guest star: John C. Becher (sceriffo Ben Johnson), Tyler McVey (Dan Christy)

## Plague Carrier
- Prima televisiva: 9 dicembre 1958

### Trama
- Guest star: Russ Bender (Jim), Larry J. Blake (cittadino), Bill Cassady (dottor McCarty), Virginia Christine (Martha Evans), George Haywood (Mason), Phillip Pine (dottor Carl McDowell)

## Kill the Editor
- Prima televisiva: 16 dicembre 1958

### Trama
- Guest star: Myron Healey (Doc Holliday), Morgan Woodward (Shotgun Gibbs), Robert Patten (Jim Murdock), Mark Dana (Cal McDavid), Ralph Sanford (sindaco Wheeler), Claire Carleton (Sally Bascom), G. Pat Collins (barista), Kenne Duncan (Caldwell), Lyn Guild, Brick Sullivan (Deputy), Gil Perkins, Grace Lee Whitney (Saloon Girl), Gordon Armitage (Man Warning about Doc), Ethan Laidlaw (Gunman Backed Into Saloon), Buddy Roosevelt (Man Reading Newspaper), Cosmo Sardo (Saloon Employee)

## Little Brother
- Prima televisiva: 23 dicembre 1958

### Trama
- Guest star: John Doucette (Smiley Dunlap), Collette Lyons (Kate Holliday), Joe Waring (Greg Norton)

## The Reformation of Doc Holliday
- Prima televisiva: 30 dicembre 1958

### Trama
- Guest star: Bill Cassady (dottor McCarty), Richard Devon (Dan Leving), Myron Healey (Doc Holliday), Collette Lyons (Kate Holliday)

## A Good Man
- Prima televisiva: 6 gennaio 1959

### Trama
- Guest star: Morgan Woodward (Shotgun Gibbs), Denver Pyle (Rev. Oliver Tittle), Frank Gerstle (Ganly), Glenn Strange (frequentatore bar), Chet Brandenburg (frequentatore bar), Al Haskell (barista), Ethan Laidlaw (frequentatore bar), Jimmy Noel (frequentatore bar)

## Death for a Stolen Horse
- Prima televisiva: 13 gennaio 1959

### Trama
- Guest star: Myron Healey (Doc Holliday), Morgan Woodward (Shotgun Gibbs), Rico Alaniz (Joe Riva), Carol Thurston (Helen Riva), Damian O'Flynn (giudice Tobin), John Milford (Pete Hendell), Howard Negley, Chet Brandenburg (cittadino), Reed Howes (Bar-W Man), Ethan Laidlaw (Bar-W Man), Jimmy Noel (Bar-W Man), Buddy Roosevelt (Bar-W Man), Jack Tornek (cittadino)

## Last Stand at Smoky Hill
- Prima televisiva: 20 gennaio 1959

### Trama
- Guest star: Morgan Woodward (Shotgun Gibbs), Mason Alan Dinehart (Bat Masterson), Rico Alaniz (Mr. Cousin), John Vivyan (Horace Collins), I. Stanford Jolley (Charlie Andrews), Paul Fierro (Indian with Collins), Jimmy Noel (Buffalo Hunter)

## The Muleskinner
- Prima televisiva: 27 gennaio 1959

### Trama
- Guest star: Morgan Woodward (Shotgun Gibbs), Francis McDonald (Sam McGuffin), Whit Bissell (Lige Fuller), Buddy Roosevelt (cittadino)

## Earp Ain't Even Wearing Guns
- Prima televisiva: 3 febbraio 1959

### Trama
- Guest star: Bill Coontz (Lafe Harin), Charles Evans (maggiore Landreth), Nancy Hale (Amy Landreth)

## Bat Jumps the Reservation
- Prima televisiva: 10 febbraio 1959

### Trama
- Guest star: Morgan Woodward (Shotgun Gibbs), Mason Alan Dinehart (Bat Masterson), Sally Fraser (Cora Warrous), Keith Richards (Al Warrous), Mae Clarke (Sally Roweday), Gil Perkins

## The Truth About Rawhide Geraghty
- Prima televisiva: 17 febbraio 1959

### Trama
- Guest star: Lane Chandler (Brooks), John Close (Denman), Edith Evanson (Mrs. Geraghty), Quintin Sondergaard, Eddy Waller (Rawhide Geraghty)

## She Almost Married Wyatt
- Prima televisiva: 24 febbraio 1959

### Trama
- Guest star: Rico Alaniz (Cousin), Bill Cassady (dottor McCarthy), Ann Daniels (Cathy Prentice), Mason Alan Dinehart (Bat Masterson), Elizabeth Harrower (Mom Prentice), Harry Harvey Jr. (Bonnie Prentice), Ralph Sanford (sindaco Kelly), Helen Marr Van Tuyl (Old Lady)

## Horse Race
- Prima televisiva: 3 marzo 1959

### Trama
- Guest star: Morgan Woodward (Shotgun Gibbs), Stuart Randall (Milt Canyon), Tommy Cook (Hal Walters), Paul Picerni (Chief Bullhead), Michael Carr (Little Elk), Damian O'Flynn, Terence de Marney (membro linciaggio), Ethan Laidlaw, Bill Coontz, Al Haskell (barista), Jimmy Noel (membro linciaggio), Buddy Roosevelt (frequentatore bar)

## Juveniles - 1878
- Prima televisiva: 10 marzo 1959

### Trama
- Guest star: Morgan Woodward (Shotgun Gibbs), Jack Diamond (Alf Horton), Damian O'Flynn (giudice Tobin), Ralph Sanford (sindaco Kelly), Robert Carson (giudice Horton), Claudia Bryar (Mrs. Horton), Gregg Barton (Greasy Murkin), John Baxter (Deputy Walt), James Bronte (Cook), Ethan Laidlaw (Mr. Brice - Bartender), Buddy Roosevelt (Murkin Henchman), Jack Tornek (frequentatore bar)

## One Murder - Fifty Suspects
- Prima televisiva: 17 marzo 1959

### Trama
- Guest star: Bill Cassady (Doc McCarty), Douglas Dick (Clark), Pamela Duncan (Janey Logan), Douglas Fowley (nonno Logan), Damian O'Flynn (giudice Tobin), Ralph Sanford (barista), Morgan Woodward (Shotgun Gibbs)

## How to Be a Sheriff
- Prima televisiva: 24 marzo 1959

### Trama
- Guest star: Rand Brooks, Peggy Stewart (Elsa Jordan)

## The Judas Goat
- Prima televisiva: 31 marzo 1959

### Trama
- Guest star: Morgan Woodward (Shotgun Gibbs), Robert Fuller (Hank Drew), Penny Edwards (Joan Deming), Buck Young (Rocky Griswold), Damian O'Flynn (giudice Tobin), Ralph Sanford (sindaco Kelly), Francis De Sales (Mr. Griswold), Brick Sullivan (Deputy)

## Doc Fabrique's Greatest Case
- Prima televisiva: 7 aprile 1959

### Trama
- Guest star: Morgan Woodward (Shotgun Gibbs), Douglas Fowley (Doc Fabrique), Sam Flint (Dad Lenhart), Bill Cassady (dottor McCarty), Harry Harvey Jr. (Heck Miller), Enid Baine (Mrs. Bland), Ashley Cowan (Red - Miller Rider), James Douglas (Miller Rider), Freeman Morse (Stagecoach Passenger), Jimmy Noel (cittadino)

## The Actress
- Prima televisiva: 14 aprile 1959

### Trama
- Guest star: Morgan Woodward (Shotgun Gibbs), Carol Ohmart (Cora Campbell), Don Megowan (Tom Tanner), Peter Mamakos (Clay Bronson), Louise Lorimer (Mrs.Calloway), Bill Cassady (dottor McCarty), Sam Flint (Stableman), Michael Vallon (Hack), Jimmie Booth (Cora's Driver), Lester Dorr (Tony - Hotel Clerk), Ethan Laidlaw (cittadino), Jimmy Noel (cittadino)

## Love and Shotgun Gibbs
- Prima televisiva: 21 aprile 1959

### Trama
- Guest star: Steve Brodie (Johnny Behan), James Bronte, Bill Cassady, Francis De Sales, Helene Heigh (Mrs. Denton), Tom London, Barbara Perry (Phronsie LaTour), Morgan Woodward (Shotgun Gibbs)

## Dodge Is Civilized
- Prima televisiva: 28 aprile 1959

### Trama
- Guest star: Mason Alan Dinehart (Bat Masterson), Kipp Hamilton (Doreen), Walter Coy (Ben Thompson), John Vivyan (Mike de Graff), Ralph Sanford (sindaco Jim Kelly), Damian O'Flynn (giudice Tobin), Lyn Guild (Sweetie), Frank Baker (Gambler), Chet Brandenburg (Gunman), Archie Butler (Dealer), G. Pat Collins (barista), Michael Jeffers (Dealer), Ethan Laidlaw (Gunman), Frank Mills (prigioniero), Jimmy Noel (passeggero diligenza), 'Snub' Pollard (frequentatore bar)

## Little Gray Home in the West
- Prima televisiva: 5 maggio 1959

### Trama
- Guest star: Myron Healey (Doc Holliday), Randy Stuart (Nellie Dawson), William Phipps (Curley Bill Brocius), Donald Murphy (Johnny Ringo), John Merton (Mr. Reagan), Ethan Laidlaw (Buff Conrad), Larry Hudson (Nosey Parker), Kermit Maynard (fuorilegge), Bob Woodward ( sentinella)

## The Cyclone
- Prima televisiva: 12 maggio 1959

### Trama
- Guest star: Bill Cassady (dottor McCarthy), Pauline Drake, Ray Ferrell, Ralph Sanford, Sandra Stone (Mamie), Morgan Woodward (Shotgun Gibbs), Gordon Wynn (Mr. Kirby), Bill Coontz (prigioniero), Kermit Maynard (Special Duputy), Jimmy Noel (cittadino), 'Snub' Pollard (cittadino), Buddy Roosevelt (Special Duputy), Jack Tornek (Special Deputy)

## Kelley Was Irish
- Prima televisiva: 19 maggio 1959

### Trama
- Guest star:

## Arizona Comes to Dodge
- Prima televisiva: 26 maggio 1959

### Trama
- Guest star: Myron Healey (Doc Holliday), Ray Boyle (Morgan Earp), Ross Elliott (Virgil Earp), Steve Darrell (vecchio Clanton), John Milford, Peter Coe, Damian O'Flynn (giudice), Ralph Moody (Dave Burnett), Bill Coontz (Gunman), Bob Woodward (Driver)

## The Wayfarer
- Prima televisiva: 7 giugno 1959

### Trama
- Guest star: Kenneth Becker